# Józef Oczkowicz (1897–1955)
Józef Oczkowicz (ur. 16 lutego 1897 w Posadzie Sanockiej, zm. 24 kwietnia 1955 w Sanoku) – żołnierz Legionów Polskich i Wojska Polskiego.

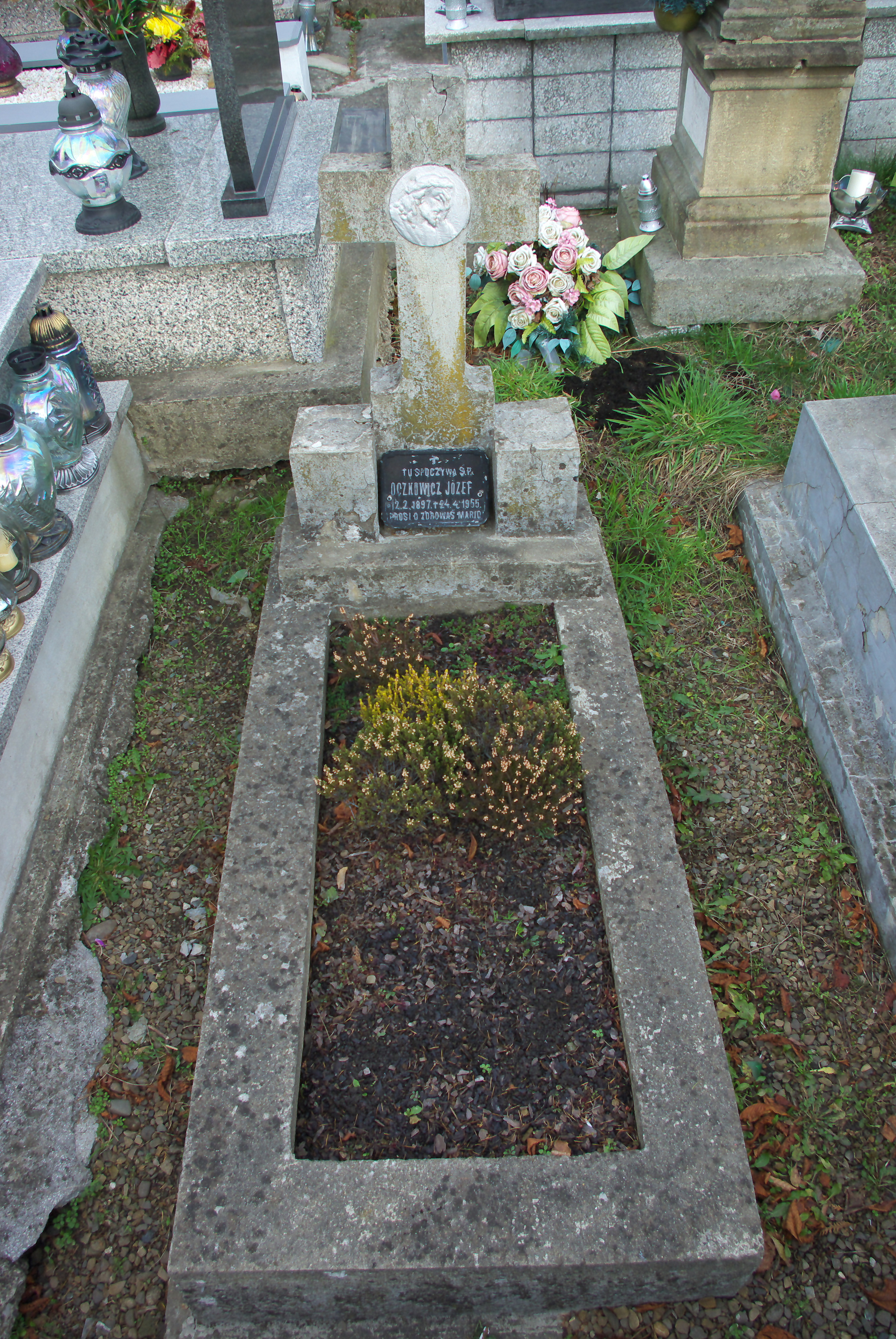
Grób Józefa Oczkowicza

## Życiorys
Urodził się 16 lutego 1897 w Posadzie Sanockiej. Był synem Jana (pracownik tamtejszej fabryki maszyn i wagonów w charakterze inspektora wzgl. portiera, zm. 1922 w wieku 63 lat) i Bronisławy z domu Rams (pochodząca z Tłuczani Górnej, zm. 21 grudnia 1897 na tyfus w wieku 32 lat). Miał siostrę Stefanię (ur. 1895). Później ojciec Józefa był żonaty z Barbarą z domu Trybalską (zm. 21 czerwca 1913) oraz od 31 sierpnia 1913 do końca życia z Zuzanną Batroch z domu Milczanowską.
Ukończył trzy klasy szkoły wydziałowej. 19 stycznia 1912 Józef Oczkowicz przystąpił do Drużyny Strzeleckiej w Sanoku. Po wybuchu I wojny światowej jako ochotnik 1 lub 4 sierpnia 1914 wstąpił do Legionów Polskich. Był przydzielony do 2 kompanii w II batalionie 5 pułku piechoty w składzie I Brygady. Służył w stopniu plutonowego do 21 września 1917. Od 21 września 1917 do 31 października 1918 służył w szeregach C. K. Armii jako szeregowy służby czynnej w stopniu plutonowego.
Po odzyskaniu niepodległości przez Polskę został przyjęty do Wojska Polskiego. Podczas wojny polsko-ukraińskiej służył na froncie w szeregach 3 batalionu Strzelców Sanockich od 17 listopada 1918 do 12 czerwca 1919 na stanowisku dowódcy plutonu. Później podczas wojny polsko-bolszewickiej walczył na froncie najpierwsze w szeregach 4 Dywizja Piechoty od 12 czerwca 1919 do 20 września 1920 jako dowódca plutonu lotnej kompanii karabinów maszynowych, następnie w szeregach 1 Dywizji Jazdy od 20 września 1920 do 15 marca 1921 jako dowódca plutonu kompanii karabinów maszynowych w składzie batalionu szturmowego. Łącznie w wojnie o niepodległość Polski wysłużył 27 miesięcy,
W okresie pokoju od 15 marca do 9 maja 1921 nadal był żołnierzem batalionu szturmowego 1 Dywizji Jazdy (aż do likwidacji jednostki). Został awansowany na stopień chorążego ze starszeństwem z dniem 1 maja 1921. Od 9 maja 1921 w kolejnych latach II Rzeczypospolitej służył w szeregach 2 pułku Strzelców Podhalańskich w Sanoku. W tym okresie pełnił funkcję dowódcy plutonu i był oficerem liniowym ckm. Przez całą dekadę lat 20. otrzymywał wysokie oceny kwalifikacyjne (dobry lub bardzo dobre) udzielane przez dowódców 2 psp. Z dniem 31 marca 1939 został przeniesiony w stan spoczynku (jego policzalna służba wyniosła wtedy 31 lat).
Po wybuchu II wojny światowej w szeregach 2 psp odbył szlak bojowy podczas kampanii wrześniowej 1939. Po nastaniu okupacji niemieckiej i powrocie do Sanoka został aresztowany przez gestapo 10 października 1939. Po wywiezieniu z miasta był przetrzymywany w więzieniu Montelupich w Krakowie od 17 października 1939, następnie w więzieniu w Nowym Wiśniczu. Później został skierowany do niemieckiego obozu koncentracyjnego Auschwitz-Birkenau, gdzie został osadzony 20 czerwca 1940 i otrzymał numer obozowy 819. W 1942 został zwolniony z obozu. Później ponownie został aresztowany i 3 marca 1942 trafił do więzienia w Sanoku. Był tam przetrzymywany do 22 sierpnia 1942. Działał w konspiracji.
Po wojnie jako emerytowany wojskowy zamieszkał w Sanoku. Zamieszkiwał przy ulicy Jasnej 3. Zmarł 24 kwietnia 1955 w Sanoku wskutek uszczerbku na zdrowiu, którego doznał w okresie uwięzienia podczas wojny. Został pochowany na cmentarzu przy ul. Rymanowskiej w Sanoku. 
Od 19 września 1925 był żonaty z wdową, Michaliną Neoral, z domu Dziuban (1897-1955, po raz pierwszy była zamężna z pochodzącym z późniejszej Czechosłowacji Władysławem Neoralem od 1918 do 1924, z którym miała córkę Miladę). Mieli dzieci: Stefana (zm. 1926), Helenę (zm. 1927), Zofię (1929-2009, po mężu Postawa), Barbarę (ur. 1932), Jana (1934-1997) i Marka.
Grobowiec Józefa Oczkowicza został wpisany przez Instytut Pamięci Narodowej do ewidencji grobów weteranów walk o Wolność i Niepodległość Polski. 

## Odznaczenia
- Krzyż Niepodległości (16 września 1931, za pracę w dziele odzyskania niepodległości)[13].
- Krzyż Walecznych[10][11]
- Medal Pamiątkowy za Wojnę 1918–1921[10]
- Medal Dziesięciolecia Odzyskanej Niepodległości[10]
- Odznaka „Za wierną służbę”[11]
- Odznaka pamiątkowa „Orlęta”[11]